# Luis E. Miramontes

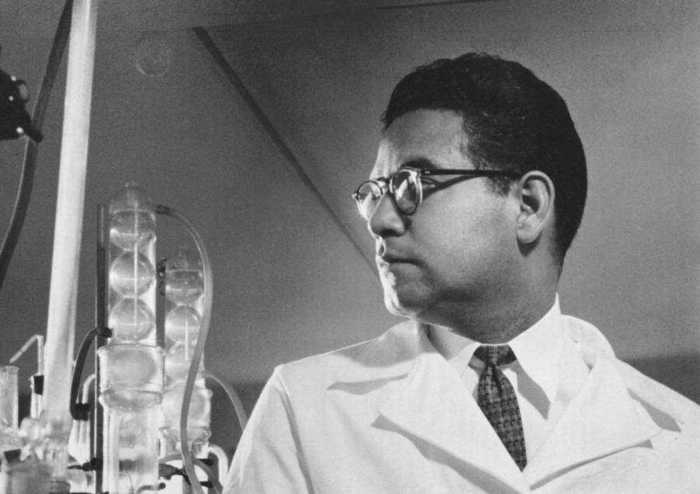
Luis E. Miramontes ca. 1953

Luis Ernesto Miramontes Cárdenas (Tepic, 16 maart 1925 - Mexico-Stad, 13 september 2004) was een Mexicaanse chemicus, bekend als de mede-uitvinder van de eerste orale anticonceptiepil. Hij verkreeg zijn eerste graad in chemische techniek aan de Nationale Autonome Universiteit van Mexico (UNAM).
De wetenschappelijke bijdrage van Luis Miramontes is zeer uitgebreid, omvat talrijke publicaties en bijna 40 nationale en internationale octrooien op verschillende gebieden zoals organische chemie, farmaceutische chemie, petrochemie en atmosferische chemie en verontreinigende agenten. Onder zijn veelvuldige bijdragen aan de wetenschap, is de synthese van norethindrone op 15 oktober 1951, toen Miramontes slechts 26 jaar oud was. Dit moest de actieve samenstellingsbasis van het eerste synthetische orale contraceptivum worden, beter bekend als de contraceptieve pil. Hierdoor wordt hij beschouwd als zijn uitvinder. Miramontes ontving het octrooi van de samenstelling naast Carl Djerassi en George Rosenkranz, van het Mexicaanse chemische bedrijf Syntex.
Miramontes behoort met Andrés Manuel del Río (ontdekker van vanadium) en Mario Molina (ontvanger van de Nobelprijs voor de Scheikunde in 1995) tot de drie belangrijkste Mexicaanse chemici aller tijden.

## Geselecteerde publicaties met betrekking tot zijn uitvinding
- Miramontes L; Rosenkranz G; Djerassi C. 1951 Journal of the American Chemical Society 73 (7): 3540-3541 Steroids .22. The Synthesis Of 19-Nor-Progesterone[1]

- Sandoval A; Miramontes L; Rosenkranz G; Djerassi C. 1951 Journal of the American Chemical Society 73 (3): 990-991. The Dienone Phenol Rearrangement[2]

- Sandoval A; Miramontes L; Rosenkranz G; Djerassi C; Sondheimer F. 1953 Journal of the American Chemical Society 75 (16): 4117-4118 Steroids .69. 19-Nor-Desoxycorticosterone, A Potent Mineralocorticoid Hormone[3]

- Mancera O; Miramontes L; Rosenkranz G; Sondheimer F; Djerassi C. 1953 Journal of the American Chemical Society 75 (18): 4428-4429 Steroidal Sapogenins .28. The Reaction Of Peracids With Enol Acetates Of Delta-8-7-Keto And Delta-8-11-Keto Steroidal Sapogenins[4]

- Djerassi C; Miramontes L; Rosenkranz G. 1953 Journal of the American Chemical Society 75 (18): 4440-4442 Steroids .48. 19-Norprogesterone, A Potent Progestational Hormone[5]

- Djerassi C; Miramontes L; Rosenkranz G; Sondheimer F. 1954 Journal of the American Chemical Society 76 (16): 4092-4094 Steroids .54. Synthesis Of 19-Nor-17-Alpha-Ethynyltestosterone And 19-Nor-17-Alpha-Methyltestosterone[6]

- Miramontes L; Aguinaco P; Romero MA. 1960 Journal of the American Chemical Society 82(23): 6153-6155 Synthesis of 6-Methyl Steroids[7]

## Gepatenteerde uitvindingen
- Carl Djerassi, Luis Miramontes, George Rosenkranz (1956), Delta 4-19-nor-17alpha-ethinylandrosten-17beta-ol-3-one and process, United States Patent 2744122
- Carl Djerassi, Luis Miramontes (1956), Cyclopentanophenanthrene derivatives and compounds, United States Patent 2759951.
- Carl Djerassi, Luis Miramontes, George Rosenkranz (1956), 17alpha-methyl-19-nortesterone, United States Patent 2774777.
- Miramontes Luis E., Romero Miguel A, Ahuad Farjat Fortunato (1959), Preparation of 6-methyl steroids of the pregnane series from diosgenin, United States Patent 2878246.
- Miramontes Luis E., Romero Miguel A, Fritsche O, Preparation of 6-methyl steroids of the pregnane series, United States Patent 2878247.
- Miramontes Luis E. (1959), Procedure for obtaining sapogenins from natural un-dried products, United States Patent 2912362.
- Carl Djerassi, Luis Miramontes, George Rosenkranz (1959), DELTA.4-19-NOR-17.alpha.-ETHINYLANDROSTEN-17.beta.-OL-3 ONE, Canada Patent CA 571510
- Miramontes Luis E., Romero Miguel A (1960), 12alpha-hydroxy-12beta-methyltigogenin and 12-methylene steroids derived therefrom, United States Patent 2954375.
- Miramontes Luis E., Romero Miguel A, Ahuad Farjat Fortunato (1961), 3beta-alkanoyloxy-6-methyl-5,16-pregnadien-20-ones, United States Patent 3000914.
- Miramontes Luis E. (1961), Process for the production of 3beta-hydroxy-16alpha, 17alpha-epoxy-5-pregnen-20-one, United States Patent 3004967.
- Miramontes Luis E. (1961), Resolution of sapogenin mixtures and intermediate products, United States Patent 3013010.
- Miramontes Luis E. (1962), Hecogenin azine and alkyliden-azinotigogenins, United States Patent 3033857.
- Miramontes Luis E., Fritsche Oscar, Romero Miguel A (1963), DEHYDRO-OXYGENATED-6-METHYL-16.alpha.,17.alpha.-EPOXYPREGN-20-ONE-DERIVATIVES, Canada Patent CA 673756.
- Miramonte, Luis E., Flores Humberto J (1968), Process for isolation of solanum alkaloids from solanum plants, United States Patent 3385844.
- Miramonte, Luis E. (1972), Process for the conversion of exhaust gases of the internal combustion engines into harmless products, United States Patent 3808805.
- Miramontes Luis E., Castillo Cervantes Salavador, Moran Pineda Florencia M (1996), Catalytically active ceramic monoliths for the reduction of leaded gasoline fueled engine pollutants and the production thereof, United States Patent 5534475.

## Voetnoten
1. ↑  https://pubs.acs.org/doi/pdf/10.1021/ja01151a547 . Gearchiveerd op 15 mei 2024.
2. ↑  https://pubs.acs.org/doi/abs/10.1021/ja01147a029 . Gearchiveerd op 15 mei 2024.
3. ↑  https://pubs.acs.org/doi/abs/10.1021/ja01112a544 . Gearchiveerd op 15 mei 2024.
4. ↑  https://pubs.acs.org/doi/abs/10.1021/ja01114a009 . Gearchiveerd op 15 mei 2024.
5. ↑  https://pubs.acs.org/doi/abs/10.1021/ja01114a013 . Gearchiveerd op 18 februari 2023.
6. ↑  https://pubs.acs.org/doi/abs/10.1021/ja01645a010 . Gearchiveerd op 23 januari 2023.
7. ↑  https://pubs.acs.org/doi/abs/10.1021/ja01508a045 . Gearchiveerd op 15 mei 2024.